# 阿格里真托省
阿格里真托省（義大利語：Provincia di Agrigento）是意大利西西里大区的一個省，位于西西里岛的西南海岸上。面積3,042平方公里，2005年人口447,684人，下分43市鎮。首府阿格里真托。
自西西里省份被取消后，该省在2015年被阿格里真托自由市镇联合体所取代。